# Star incognito
 (mai 2010).
Améliorez-le ou discutez des points à vérifier. 

Star incognito (titre original : Teen Idol) est un roman de Meg Cabot paru en 2004. L'action se passe autour d'une jeune fille, Jenny Greenley, aimée de tout le monde au lycée, elle est en première.

## Personnages

### Principaux
Jenny GreenleyC'est une jeune fille bien-sous-tous-rapports, comme elle se surnomme. Elle est gentille avec tout le monde, et les gens se tournent vers elle pour avoir des conseils. Elle est Chère Amy, conseillère anonyme du journal du lycée, La Dépêche. Elle est chargée de s'occuper du nouveau (Luke Striker). Elle est la seule à connaître la vraie identité de Luke.
Luke StrikerStar du cinéma. Il doit venir incognito au lycée, pour se préparer à son prochain rôle. Son pseudo est Lucas Smith.
Scott Bennetrédacteur en chef de La dépêche. Lui et Jenny se sont connus au CM2, puis il est parti vivre avec son père. Mais il est revenu et a retrouvé Jen au lycée. Il est le petit ami de Geri lynn.

### Secondaires
- Geri Lynn, petite amie de Scott Bennet et elle travaille à La Dépêche. À la fin, elle sortira avec Luke Stiker.
- Trina (diminutif de Catrina), meilleure amie de Jenny et fan inconditionnelle de Luke Striker.
- Cara la grosse vache (surnom donné par les élèves du lycée), jeune fille obèse et qui cherche à s'habiller comme les "reines" du lycée, ce qui lui vaut les moqueries de ses camarades.
- Betty Ann, poupée de son de Mme Mulvaney, prof de latin. Cette dernière ne pouvant pas être maman, elle tient à cette poupée comme à un enfant. Kurt va lui voler mais Jen lui rapportera.
- Mme Mulvaney, prof de latin et propriétaire de Betty Ann.
- Kurt Schraeder, élève star du lycée. Il vole Betty Ann.
- M. Hall, dirigeur de la chorale. Il prend en grippe Jen car elle n'arrive pas bien à faire ses mouvements de bras pour le concours de chorale.
- Richard Lewis, proviseur.
- Lucille Thompson, alias Lucullus, proviseur adjointe, sèche, efflanquée.
- Mme Kellog, CPE du lycée.
- John Mitchell, agent de Luke Striker.

## Résumé
Jenny Greenley est chargée d'accueillir le nouvel élève, qui n'est autre que Luke Striker. Ce dernier à un peu de mal à s’habituer aux horaires... Mais ils s'entendent plutôt bien, jusqu'à ce que Jen lui crie dessus devant les toilettes des filles, alors qu'elle allait réconforter Cara, encore sujette aux moqueries de ses camarades. Luke, qui trouve l'attitude des élèves révoltante, passe sa colère sur Jen. Plus tard, il dira à Jen qu'il ne lui en veut pas de lui avoir crié dessus.
Jen, qui est inscrite à la chorale car Trina (sa meilleure amie) l'a voulu pour que ça lui rapporte des points au bac, doit participer au concours des chorales, où elle doit chanter et faire des mouvements de bras. Ce qu'elle n'arrive pas, au grand dam de M. Hall.
Pour financer l'achat des robes pour le concours, les participants organisent un "lavage de voiture" sur le parking du centre commercial.
Scott et Jen, qui lisent les mêmes livres et écoutent les mêmes CD, sont de bons amis (d'autant plus qu'ils se connaissent depuis longtemps). Sur le parking, le jour du lavage, Scott vient donner un coup de main, et discute avec Jen. 
Puis ils commencent une bataille d'eau, à travers tout le parking, jusqu'à ce que Geri Lynn s'interpose. 
En effet, elle et Scott doivent aller dans un magasin. Ils se disputent et rompent.
Luke Striker vient aussi donner un coup de main. La légende dit qu'il possède sur l'épaule un tatouage au nom de son ancienne petite amie, partenaire dans l'un de ses films (son nom est Angélique Tremaine et ils ont rompu car elle l'a trompée).
C'est une légende, jusqu'au moment où il a la mauvaise idée de retirer sa chemise, Trina découvre sa véritable identité, et failli le dire tout fort, mais Jen lui ferme la bouche et l'emmène au toilettes, où elles retrouvent Geri. 
Jen leur demande de ne rien dire, mais lorsqu'elles ressortent, elles découvrent tout un attroupement autour d'une voiture. Au sommet de celle-ci, Luke Striker, démasqué. Scott appelle la police. La limousine de Luke arrive, il monte dedans, et par-dessus le toit ouvrant, il appelle Jen pour qu'il la rejoigne, ce qu'elle fait.
Il l'emmène chez lui, où il lui fait un sermon, disant qu'en plus d'être la fille bien sous tous rapports qui réconforte les gens, elle pourrait vraiment les aider, agir.
Ce que Jen s'empresse de faire en se rendant chez Cara, et en la relookant, et en s'infiltrant chez Kurt pour reprendre la poupée de sa prof de latin, Mme Mulvaney, Betty Ann, qu'il a volé. À ce moment, Scott, qui la ramène tous les soirs depuis que Jen et Trina se sont disputés (au sujet de Luke et du petit ami de Trina, dont Jen trouve que Trina le traite mal), est avec elle et dit à la petite sœur de Kurt, qui leur a ouvert et donner la poupée, que c'est lui qui est venu prendre la poupée.
Au retour de la voiture, Jen, énervée, demande à Scott pourquoi il s'en est mêlé : « parce que quand Kurt va découvrir le pot aux roses, il va devenir dingue. Et s'il faut qu'il tape sur quelqu'un, je préfèrerais que ce soit quelqu'un à même de lui rendre ses coups ».
Jen est toute retournée.
Trina, toujours fâchée, fait une vacherie à Jen pendant la répétition de la chorale : elle ne récupère pas le chapeau dont elle est censée se coiffer dans une danse, et ne se dénonce pas. M.Hall est furieux. Résultat, Jen quitte la chorale de son plein gré et met la fameuse robe à la poubelle. 
Elle et Trina se réconcilient à la bibliothèque, le jour de la compétition des chorales.
Luke demande à Jen de l'accompagner au bal parce qu'il est la seule qu'il connait bien. Pendant tout le livre, Jen répète qu'elle n'est pas amoureuse de Luke, ce qui se révèlera tout à fait vrai !
Peu à peu, ses sentiments envers Scott changent.. Scott est persuadé que Jen aime Luke, et même lorsqu’elle lui dit le contraire, il ne la croit pas.
La rumeur dit que Scott aime une autre fille. Et Trina, qui s'est remise avec Steve, est persuadée que cette fille est Jen. 
Au bal, Jen découvre que Geri et luke sortent ensemble ! Mais ça ne lui fait rien, puisqu'elle ne l'aime pas.
Luke lui dit qu'une limousine l'attend dehors et l’emmènera où elle voudra. Ce qu'elle fait et elle se rend à l'anti-bastringue (anti-bal), avec ses amis. Il y a Scott. Elle se rend alors compte qu'elle est amoureuse de Scott ; elle l'avait été presque toute sa vie. Ils s'expliquent, s'embrassent, et c'est la fin =)